# Eugène Labiche
Eugène Labiche (París, 1815 - 1888) fou un comediògraf francès especialitzat en el gènere del vodevil. Va escriure, en col·laboració amb altres autors, prop de 200 obres; de les quals algunes van adquirir molt d'èxit.

## Obra dramàtica
(no completa)
1842
- Les Circonstances atténuantes, febrer 1842.

1844
- Le Major Cravachon, febrer 1844.

1845
- Le Roi des Frontins, març 1845.
- L'Ecole buissonière, juliol 1845.
- L'Enfant de la maison, novembre 1845.

1846
- Mademoiselle ma femme, abril 1846.
- Rocambolle le bateleur, abril 1846.
- Frisette, abril 1846.
- L'Inventeur de la poudre, juny 1846.

1847
- L'Avocat pédicure, abril 1847.
- La Chasse aux jobards, maig 1847.
- Un homme sanguin, agost 1847.
- L'Art de ne pas donner d'étrennes, desembre 1847.

1848
- Un jeune homme pressé, març 1848.
- Le Club Champenois, juny 1848.
- Una chaîne anglaise, agost 1848.
- Agénor le dangereux, setembre 1848.

1849
- Rue de l'Homme-Armé nº 8, 24 setembre 1849.

1850
- Embrassons-nous, Folleville, 6 març 1850.
- Un garçon de Chez Véry, 10 maig 1850.
- La fille bien gardée, setembre 1850.
- Un bal en robe de chambre, octubre 1850.
- Les petits moyens, novembre 1850.
- Les prétendus de Gimblette, novembre 1850.

1851
- La femme qui perd ses jarretières, febrer 1851.
- En manches de chemise, agost 1851.
- Un chapeau de paille d'Italie, 14 agost 1851.

1852
- Maman Saboulex, març 1852.
- Un monsieur qui perd la mouche, 25 març 1852.
- Les suites d'un premier lit, maig 1852.
- Le misanthrope et l'auvergnat, agost 1852.
- Edgar et sa bonne, octubre 1852.
- Le Chevalier des dames, 16 desembre 1852.
- Mon Isménie!, 17 desembre 1852.

1853
- Un ami acharné, gener 1853.
- On dira des bêtises, febrer 1853.
- Un notaire à marier, març 1853.

1856
- Si jamais je te pince...!, 9 maig 1856.

1857
- L'Affaire de la rue Lourcine, 26 març 1857.

1859
- L'Avocat d'un grec, 9 gener 1859.
- Voyage autour de ma marmite, 29 novembre 1859.

1860
- La sensitive, 10 març 1860.
- Les deux timides, 16 març 1860.
- Le voyage de Monsieur Perrichon, 10 setembre 1860.

1861
- Les vivacités du capitaine Tic, 16 març 1861.
- Le mystère de la rue Rousselet, 6 maig 1861.
- La poudre aux yeux, 19 octubre 1861.

1862
- La station Champbaudet, 7 març 1862.
- Les 37 sous de M. Montaudoin, 30 desembre 1862.

1863
- La Dame au petit chien, 6 febrer 1863.
- Permettez, Madame!..., 21 febrer 1863.
- Célimare le bien-aimé, 27 febrer 1863.

1864
- La Cagnotte, 22 febrer 1864.
- Moi, 21 març 1864.

1865
- Premier prix de piano, 8 maig 1865.

1866
- Un pied dans le crime, 21 agost 1866.

1867
- La Grammaire, 26 juliol 1867.
- La Main leste, setembre 1867.
- Les chemins de fer, 25 novembre 1867.

1868
- Le Papa du prix d'honneur, 6 febrer 1868.

1869
- Le Dossier de Rosafol, 20 març 1869.

1870
- Le plus hereux des trois, 11 gener 1870.

1872
- Doit-on le dire?, 20 desembre 1872.

1873
- 29 degrés à l'ombre, 9 abril 1873.

1874
- Garanti dix ans, 12 febrer 1874.
- Madame est trop belle, 30 març 1874.

1875
- Les Trente millions de Gladiator, 22 gener 1875.
- Un mouton a l'entresol, 30 abril 1875.

1876
- Le prix Martin, 5 febrer 1876.
- La Cigale chez les fourmis, 23 maig 1876.

1877
- La Clé, gener 1877

## Traduccions al català
- El viatge del senyor Pons. Traducció de Salvador Vilaregut. 1908
- La sospita. Traducció de Lluís Puiggarí. 1909
- Un barret de palla d'Itàlia. Traducció de Joan Oliver. 1965
- Quin jove més embalat.... Traducció de Jordi Coca. 1982
- La meva Ismènia. Traducció de Jaume Melendres. 1982
- El més feliç dels tres. Traducció de Guillem-Jordi Graells. 1988
- Un barret de palla d'Itàlia. Versió lliure i reduïda de Joaquim Carbó. 1993
- Cal dir-ho?. Traducció de Lluís-Anton Baulenas. 1994
- La guardiola. Traducció de Xavier Fàbregas i Maryse Badiou. 1995